# Rainier Fog
Rainier Fog – szósty album studyjny amerykańskiego zespołu muzycznego Alice in Chains, wydany 24 sierpnia 2018 nakładem wytwórni BMG. Sesja nagraniowa trwała od czerwca 2017 do stycznia 2018 w Studio X w Seattle, Dark Horse Recording Studio i Rock Falcon Studio we Franklin w stanie Tennessee, Henson Recording Studios oraz w domu gitarzysty Jerry’ego Cantrella w Los Angeles. Za proces produkcji, podobnie jak w przypadku dwóch poprzednich płyt, odpowiedzialny jest Nick Raskulinecz. Motywem przewodnim na Rainier Fog jest scena Seattle oraz wspomnienie tych muzyków, którzy odeszli, w tym Chrisa Cornella, Layne’a Staleya i Mike’a Starra. Głównym autorem utworów jest Jerry Cantrell. Album promowany był przez cztery single – „The One You Know”, „So Far Under”, „Never Fade” i „Rainier Fog”.
Płyta spotkała się na ogół z pozytywnym przyjęciem krytyków muzycznych. Recenzenci w swoich opiniach zwracali uwagę na charakterystyczne, nisko nastrojone partie gitar i średnie tempa, harmonie wokalne, różnorodność brzmieniową oraz, w porównaniu do poprzednich wydawnictw zespołu, większą dawkę optymizmu w warstwie tekstowej. Z drugiej strony krytykowali monotonność, brak dynamiki i nowych rozwiązań.
Rainier Fog odniósł umiarkowany sukces komercyjny, plasując się na 12. miejscu w zestawieniu Billboard 200, a także odnotowując czołowe lokaty w notowaniach amerykańskich i europejskich list przebojów. W grudniu 2018 płyta została wyróżniona nominacją do nagrody Grammy w kategorii Best Rock Album.

## Geneza
W sierpniu 2015 basista Mike Inez przyznał w wywiadzie, że zespół „ładnie i powoli” przygotowuje riffy na nowy album. William DuVall w rozmowie z rozgłośnią radiową WRIF z Detroit, przeprowadzonej 22 czerwca 2016, poinformował, że jest jeszcze zbyt wcześnie, aby myśleć o nowym wydawnictwie. Jak zaznaczył, członkowie zespołu przystąpią do rozmów po zakończeniu trasy z Guns N’ Roses. Muzyk odniósł się także do samego procesu tworzenia utworów oraz tego, jak ewaluował on na przestrzeni lat: „Zwykle mamy taki nawyk, że za każdym razem zaczynamy z czystym kontem. I to sprawia, że stawiasz sobie wyzwanie, więc musimy zobaczyć jak to się teraz objawia. Ale jeszcze nie jesteśmy na tym etapie”.

## Nagrywanie

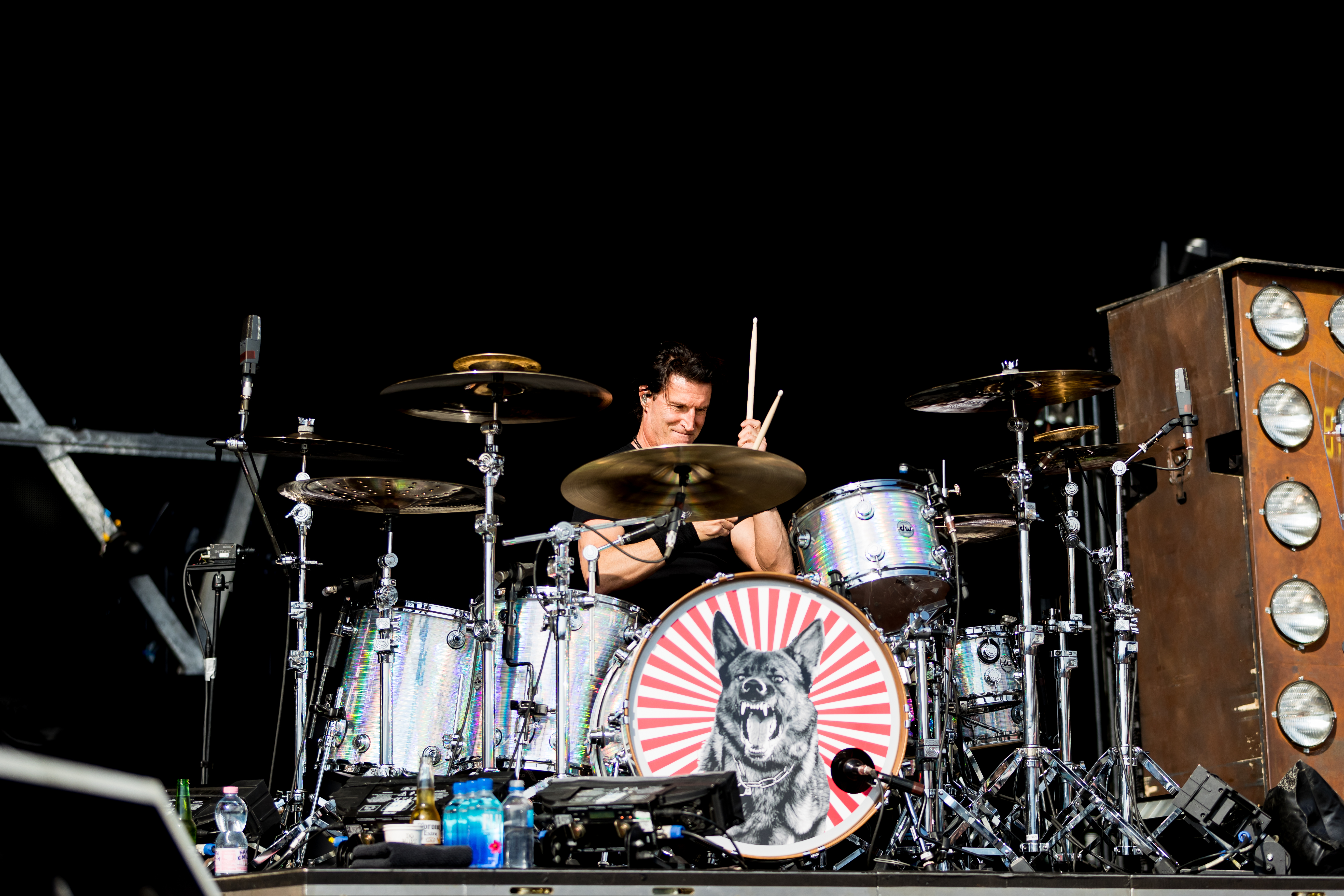
Kinney był inicjatorem nagrania płyty w rodzinnym mieście zespołu

W styczniu 2017 Inez przyznał, że grupa rozpoczęła wstępny proces nagrywania nowego albumu studyjnego. „Ciężko pracujemy. Zawsze coś robimy. Po prostu gramy, aż w końcu coś zaskoczy. Kiedyś martwiliśmy się o wytwórnię, management… Zespół stał się biznesem. Mamy dużo roboty z biznesową częścią działalności, więc studio jest takim naszym klubem, w którym staramy się nie myśleć o sprawach finansowych. Chcemy się dobrze bawić i sprawić, żeby inni też się dobrze przy tym bawili. Zbieramy się w jednym mieście, w jednym pomieszczeniu i bawimy, jakby to była nasza piaskownica. Tak przynajmniej jest z tą nową płytą”. 1 maja frontman Alice in Chains, Jerry Cantrell poinformował, że w czerwcu grupa odbędzie sesję w Seattle w Studiu X (dawniej znanym jako Bad Animals Studio, gdzie zespół nagrał trzeci album studyjny Alice in Chains, 1995). Inez, odnosząc się do tej sytuacji, przyznał: „Wracamy do Seattle nagrywać. Dwie poprzednie płyty nagraliśmy w Los Angeles i były fajne. Czuję jednak, że w roku 2017 Alice in Chains powinno powrócić do Seattle – pić tę wodę, oddychać tym powietrzem. Z tym miastem związanych jest tyle historii. Każdy zaułek przywołuje jakieś wspomnienia. Działy się tam szalone, ale i piękne rzeczy. Seattle to wyjątkowe miejsce, zwłaszcza o tej porze roku”. Inicjatorem nagrania płyty w Seattle był perkusista Sean Kinney.
W czerwcu wortal Blabbermouth.net podał informację, że producentem szóstego albumu studyjnego Alice in Chains będzie współpracujący z zespołem od dekady Nick Raskulinecz, który wcześniej wyprodukował dwa albumy formacji – Black Gives Way to Blue (2009) i The Devil Put Dinosaurs Here (2013).

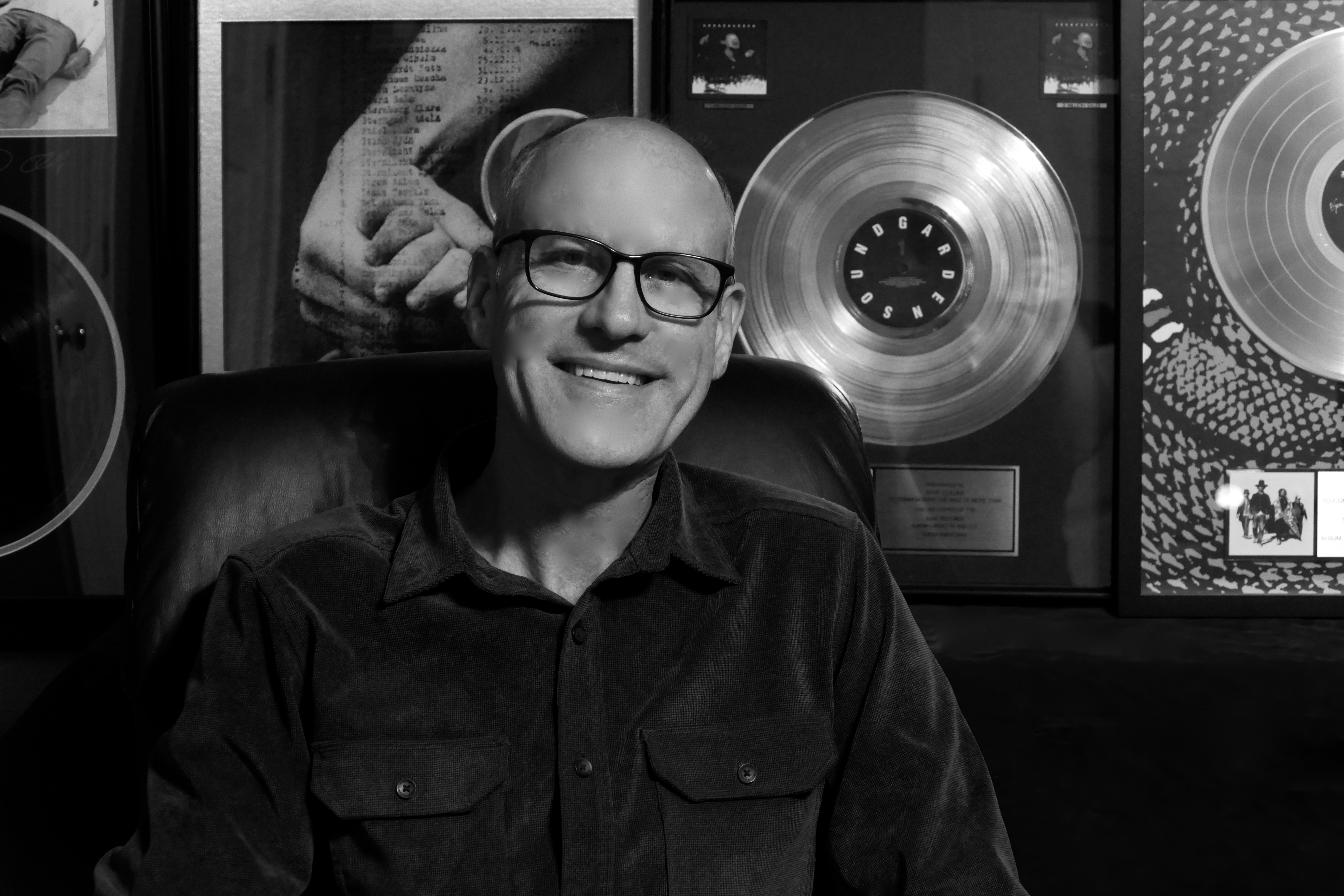
Dave Collins (na zdj. w 2019) odpowiedzialny był za proces masteringu albumu Rainier Fog

Preprodukcja płyty miała miejsce w Synergy Studio w Seattle. Sesja rozpoczęła się w czerwcu 2017 w Studiu X, gdzie nagrano podstawy utworów, po czym zespół na okres dwóch miesięcy przeniósł się do Rock Falcon Studio i Dark Horse Recording Studio we Franklin nieopodal Nashville w stanie Tennessee, należących do Raskulinecza. Tam Cantrell i DuVall odbyli proces nagrywania wokali i partii gitar prowadzących. „Przeszliśmy do przeciwnej, bukolicznej społeczności, z niczym poza ziemią uprawną na wiele mil. Przez okna mogłeś zobaczyć światło słoneczne lub deszcz i poczuć się jak wśród żywiołów” – wspominał DuVall.
Sesję przerwano na sześć tygodni z powodu kłopotów zdrowotnych Cantrella, który doznał choroby w trakcie podroży do Cabo San Lucas na urodziny Sammy’ego Hagara. Po wznowieniu prac, nagrania przeniesiono do domu gitarzysty w Los Angeles, gdzie muzyk zarejestrował część wokali i partii solowych pod kierownictwem inżyniera dźwięku Paula Figueroi.
Cantrell korzystał z wielu sprawdzonych modeli gitar, w tym z G&L, Gibson Les Paul, Gibson Flying V, Fender Telecaster i Stratocaster, akustycznych Gibson, Gretsch i Martin, oraz sygnowanego swoim nazwiskiem wzmacniacza Friedman „Double J” i Bogner. Muzycy użyli także innych wzmacniaczy, m.in. Fender, Laney Klipp, Marshall, Orange i Vox AC30. DuVall korzystał z gitar marki Gibson Les Paul i Framus (w tym z sygnowanego przez siebie modelu Framus Talisman) i wzmacniaczy Metropoulos DVL-1. Raskulinecz zakupił na targu Pike Place Market model wzmacniacza wykonanego z pudełka po cygarach, który wykorzystano w trzech lub czterech utworach w połączeniu z gitarą barytonową (m.in. w kompozycji „Drone”). Według Cantrella brzmiało to śmiesznie. W nagraniach użyto gitary akustycznej Chrisa Cornella, którą do studia przyniosła jedna z jego sióstr. Zdaniem DuValla był to „niemal religijny moment”. Finalne prace odbyły się w Henson Recording Studios w Los Angeles, gdzie muzycy spędzili dziesięć dni. Sesja została zakończona w styczniu 2018.
Proces miksowania Joe Barresi, współpracujący m.in. z Tool i Queens of the Stone Age, wykonał w kwietniu 2018 w JHOC Studios w Pasadenie. Cały proces nagrań nie był nagłaśniany w mediach, do czego w rozmowie z miesięcznikiem „Guitar World” odniósł się Cantrell: „Nie trzymamy niczego w sekrecie, ale nie chcemy nic mówić, dopóki nie będziemy mieli czegoś do powiedzenia. A nową płytą zdecydowanie chcemy coś przekazać. To cholernie mocna płyta”.

## Analiza

### Muzyka

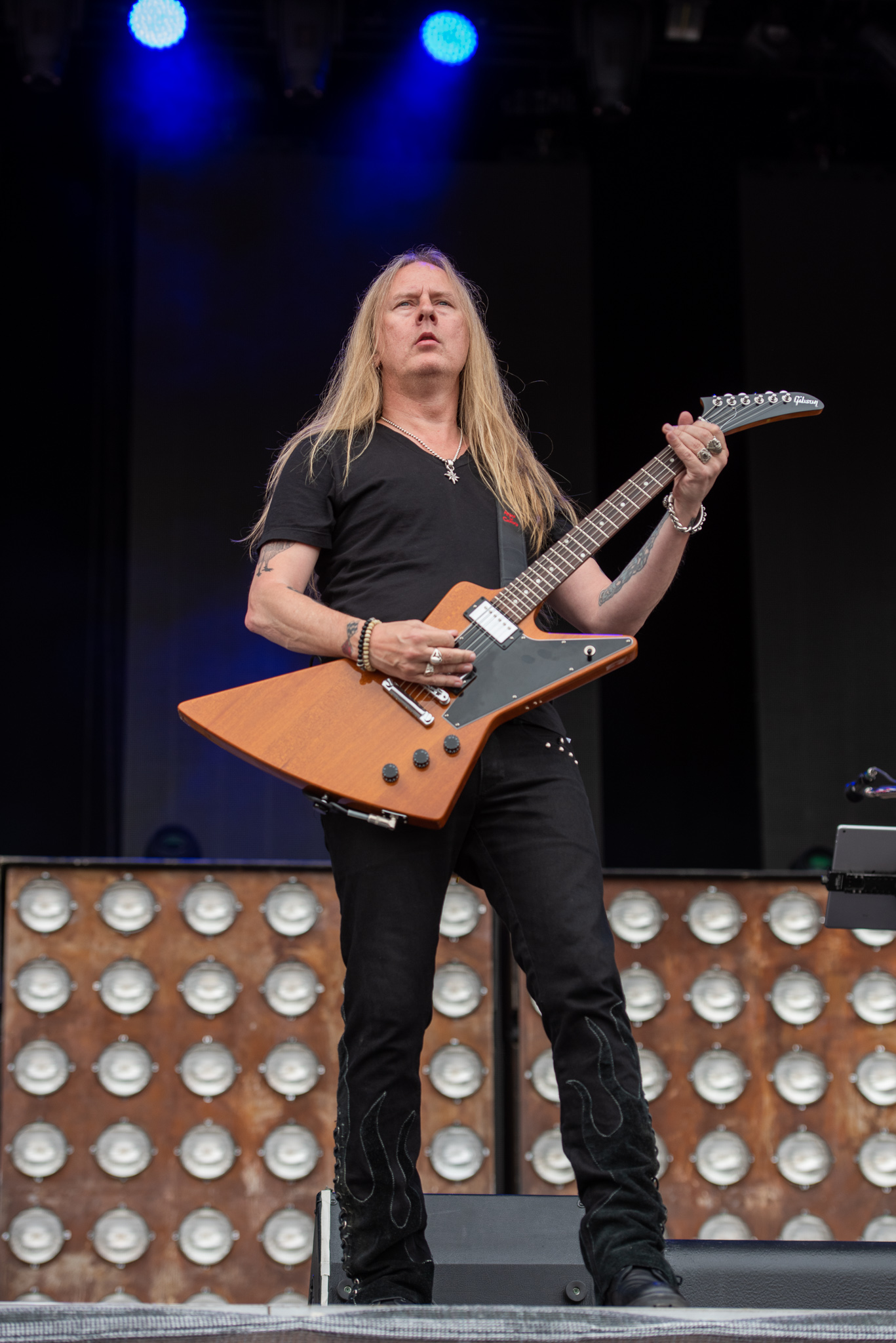
Jerry Cantrell, główny autor utworów zawartych na albumie Rainier Fog

W wywiadzie dla „Guitar World”, Jerry Cantrell odniósł się do warstwy brzmieniowej nowego albumu: „To płyta, jakiej jeszcze do tej pory nie zrobiliśmy (…) Ale jest to także album, który zawiera wszystkie charakterystyczne elementy, których można od nas oczekiwać. Ma nasz odcisk palca. Jesteśmy naprawdę dumni z materiału, który napisaliśmy i wykonań, które udało nam się uchwycić. Są tam rzeczy ciężkie, paskudne, piękne i dziwaczne, narkotyczne”. W rozmowie z „Kerrang!” zaznaczył, że Rainier Fog to „zupełnie inny rozdział w książce. Jest on połączony ze wszystkimi pozostałymi, ale nie ma bezpośredniego związku z wcześniejszymi rozdziałami”.
Stephen Thomas Erlewine z AllMusic przyznał, że Rainier Fog zawiera wszystkie charakterystyczne elementy Alice in Chains. Według autora jedyną nowością jest ballada „Maybe”, nawiązująca do stylu AOR z lat 80. Spencer Kaufman z Consequence of Sound wyróżnił ciężkie gitary w „The One You Know” i „So Far Under”, których riffy przypominają w niewielkim stopniu twórczość Slayera, „zapewniając gromkie tło bliźniaczemu wokalowi DuValla i Cantrella”. Zdaniem Kaufmana „Maybe” zawiera odrobinę uroku The Beatles i ballad spod znaku Guns N’ Roses. Joe Smith-Engelhardt na łamach „Exclaim!” zwrócił uwagę na bluesowe riffy w „Red Giant” i „Drone”, dzięki którym zespół „utrzymuje swój zwykły melancholijny dźwięk, ale z mroczniejszym akcentem niż zwykle”. Zdaniem Richarda Bienstocka z „Guitar World” utwór „Fly”, poprzez swoje południowe brzmienie, stanowi nawiązanie do twórczości Lynyrd Skynyrd. Brian Ives z Loudwire „dyszące gitary i uderzający rytm” w „The One You Know” porównał do kompozycji „Grind”. Zdaniem autora „Drone” przywołuje nawiązania do brzmienia Black Sabbath. Ives podkreślił także aspekt gry Ineza na basie. Joe Daly z „Metal Hammera” wyróżnił dudniące gitary, bujny, podwójny wokal i chłodną progresję melodyczną „The One You Know”. Ostre, serpentynowe riffy i „zjadliwy” refren „So Far Under” autor porównał do brzmienia Facelift (1990). William Nesbitt z PopMatters przyznał, że większość utworów na płycie podąża za „gęstą i lepką” strukturą „The One You Know”. Steve Appleford z „Rolling Stone’a” otwierający riff w „The One You Know” opisał jako „napięty i mielący”. Cantrell przyznał, że jedną z inspiracji dla brzmienia utworu była pochodząca z 1975 kompozycja „Fame” Davida Bowiego. Tytułowy utwór jest hołdem złożonym scenie Seattle, która pod koniec lat 80. ewaluowała za sprawą takich wykonawców jak Alice in Chains, Mother Love Bone, Mudhoney, Nirvana, Screaming Trees i Soundgarden. „Ta piosenka jest małym hołdem dla tego wszystkiego; skąd pochodzimy, kim jesteśmy, wszystkie triumfy, tragedie życiowe” – argumentował Cantrell.
Nesbitt podkreślił w swojej recenzji, że ponury nastrój albumu rozjaśnia nieco, utrzymana w stylistyce zbliżonej do country i rocka psychodelicznego, kompozycja „Fly”. Według autora „Maybe” nadaje płycie inny ton, za sprawą „radosnego, chwytliwego i lekkiego refrenu”. Zamykający album siedmiominutowy utwór „All I Am” został opisany przez Appleforda jako „wirująca hardrockowa melodia mająca długie spojrzenie w tył, z rozległą gitarą i echem Aerosmith i Led Zeppelin”. Według Bienstocka ostatnia z kompozycji stanowi zbliżenie do mieszanki doom metalu i bluesa. Joe Smith-Engelhardt z „Exclaim!” podsumował: „Rainier Fog to coś więcej niż kolejna płyta Alice in Chains; to kolejny krok w procesie redefiniowania ich brzmienia zapoczątkowanego na Black Gives Way to Blue z 2009. Zespół obecnie jest czymś więcej niż zwykłym wykonawcą grunge’owym, a wykorzystanie przez nich elementów doom i sludge metalu, stało się najlepszym aspektem ich brzmienia”.

### Teksty
Komentując warstwę liryczną, Cantrell przyznał, że jej tworzenie było trudnym procesem. „Może nie jest to takie łatwe, ponieważ już tyle powiedzieliśmy. Nie mogę ponownie napisać «Them Bones», nie mogę więcej pisać o moim ojcu. Nie mogę znowu napisać o moim bracie i byłej dziewczynie. Ale łatwo jest się o coś wkurzyć. Różne rzeczy wciąż wzbudzają we mnie emocje (…) Doświadczam nowych rzeczy, widzę ludzi, którzy przez nie przechodzą. Gówno może się każdemu przytrafić. Wciąż jest coś do zrobienia, ale jest to dla mnie trudne. To zawsze jest ta część, w której czuję, że potykam się w pieprzonej ciemności”.
| „W swej istocie katalog AIC [Alice in Chains] jest ekspansywną eksploracją napięcia między mrokiem a światłem; uderzającą wagą Facelift na jednym końcu, Jar of Flies [1994] z drugiej strony i wszystkim innym, pomiędzy którymi zjednoczony jest ponury temat uzależnienia, izolacji i rozpaczy. Na Rainier Fog widzimy, jak zespół przyjmuje ostrożnie optymistyczną perspektywę ocalałych.” – Joe Daly, „Metal Hammer” |

Cantrell w następujący sposób wyjaśnił znaczenie liryki do „The One You Know”: „To zawsze jest dla mnie naprawdę trudne, wytłumaczyć, co to jest (…) Fajna część pisania piosenek i wyzwanie tworzenia polega na tym, aby przekształcić coś personalnego, osobistego, co jest wewnątrz nas i sprawić, że będzie ono uniwersalnie możliwe do przetłumaczenia dla wszystkich. Wszyscy jesteśmy istotami ludzkimi, więc nie jesteśmy aż tak odlegli od siebie i wszyscy jesteśmy prawie tacy sami, zasadniczo. Więc jeśli ty coś czujesz i uwolnisz to z siebie w niezbyt sprecyzowany sposób, to myślę, że ludziom będzie łatwiej to zrozumieć na ich własny sposób”. Fragment tekstu singla „Rainier Fog” – „With you here we shared a space, that’s always half-empty” – odnosi się do Layne’a Staleya i Mike’a Starra, byłych członków grupy. „Właśnie zacząłem pisać i skończyło się na tym skąd pochodzimy i kim jesteśmy. Uhonorowanie rodzinnego miasta, wszystkich tutejszych muzyków, także nieżyjących, i wszystkiego. To osobista refleksja nad życiem. Ale nie tylko przez ramię – również patrząc w przód. Będąc bardzo dumnym i zaszczyconym, że wciąż to robię” – tłumaczył Cantrell. Słowa do „So Far Under” DuVall skomentował w rozmowie z magazynem „Kerrang!”: „Chodzi o uczucie całkowitego sprzeciwu – przewyższać liczebnie, otaczać, stawiać czoła rzeczom pozornie nie do pokonania i być przy tym naprawdę wkurzonym. Inspiracją były okoliczności osobiste, ale także i wydarzenia na całym świecie”. Tekst do „Never Fade” muzyk napisał w trakcie sesji w Seattle. „«Never Fade» został napisany przeze mnie w studio. Wszyscy inni już wrócili do domu. Zostałem tam przez całą noc, po prostu się zaabsorbowałem i zacząłem rozmyślać o wielu rzeczach. I czułem, że bycie w tym otoczeniu pomogło wyzwolić wiele z tych spraw, które musiałem ujawnić i na które «czaiłem» się wiele czasu w niektórych sytuacjach. Właśnie straciłem babcię; wiesz Chris [Cornell]. Tak wiele się działo”.
Odnosząc się do warstwy lirycznej „All I Am”, Cantrell przyznał: „Myślałem o podobiźnie starego boksera lub starego żołnierza, który przeszedł wiele bitew, i wszystkie te blizny otrzymywane od życia, wszystkie triumfy i upadki”. W rozmowie z magazynem „Gitarzysta” muzyk rozwinął znacznie tekstu: „To kawałek o każdym z nas – starzejemy się, przeżywamy trudności i zaczynamy coraz wyraźniej dostrzegać to gówno wokół nas. Czasem odbiera to człowiekowi wiarę i trzeba się skonfrontować z pytaniem o sens. Podmiot liryczny pyta: «Czy to wszystko czym jestem?» Mozolna dłubanina i ciągnięcie tego wózka przez 31 lat. Jest w tym jednak swoiste piękno. Wszystko na tym świecie ma swoją cenę. Nieważne czym się zajmujesz w życiu, musisz za to zapłacić. Być może czasem cena była zbyt wysoka, ale nadal tu jestem i nadal walczę”.

## Oprawa graficzna

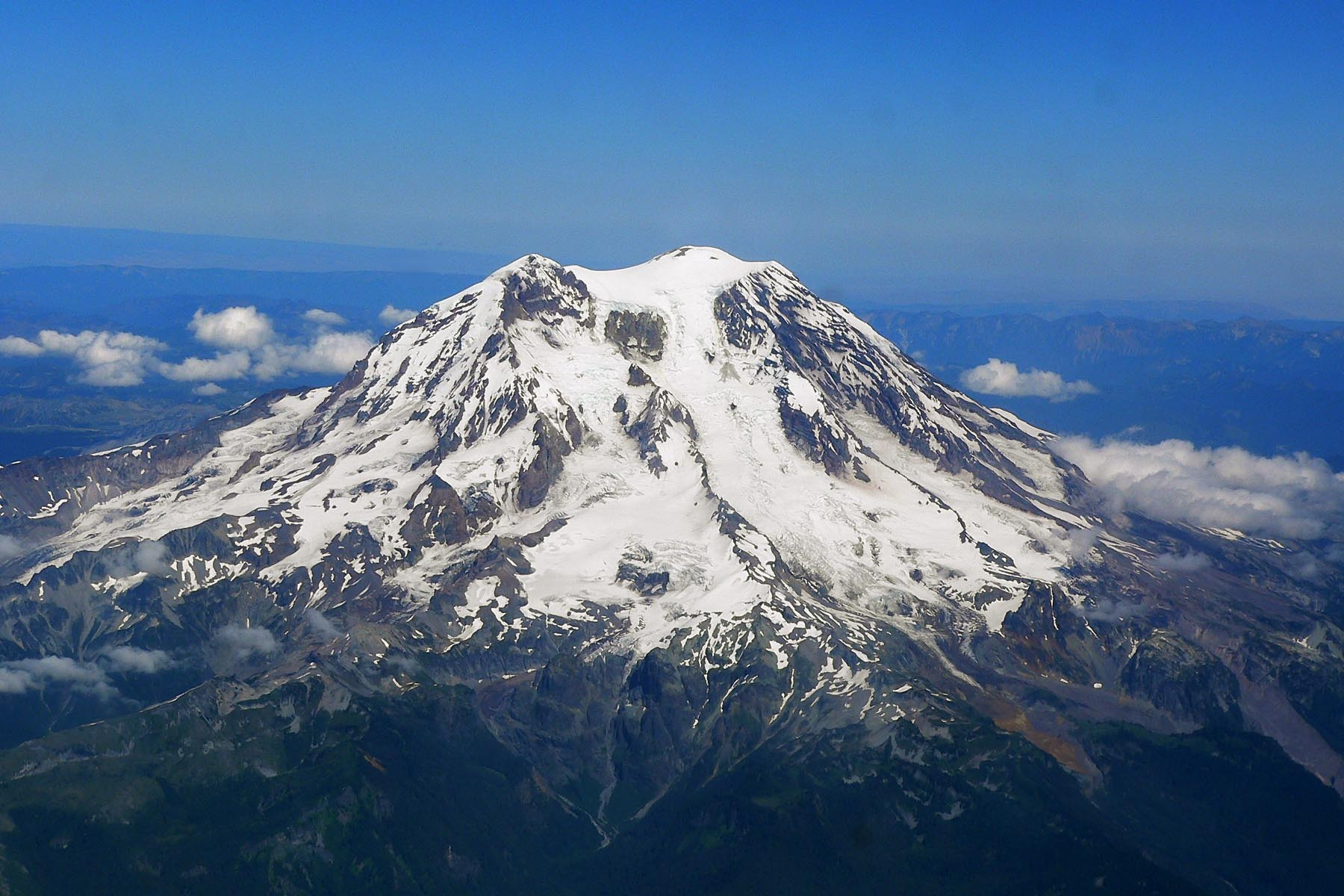
Inspiracją do nazwy albumu był stratowulkan Mount Rainier

Inspiracją do nazwy albumu i tytułowego utworu był stratowulkan Mount Rainier, położony 87 kilometrów na południowy wschód od Seattle w stanie Waszyngton. Zdaniem Cantrella był to rodzaj hołdu dla całego miasta, jak i ludzi zamieszkujących pobliskie okolice. „Wszyscy dorastaliśmy w cieniu tego gigantycznego, pokrytego śniegiem wulkanu” – tłumaczył. Okładka płyty, utrzymana w kolorystyce czarno-białej, przedstawia trójkąt unoszący się na morzu w otoczeniu mgły. Wspomniany trójkąt posiada w środku oko, stanowiąc tym samym nawiązanie do oka opatrzności. Autorem oprawy graficznej jest Ryan Clark, współpracujący z zespołem przy albumie The Devil Put Dinosaurs Here (2013).

## Wydanie
27 czerwca poinformowano o tytule płyty, zestawie utworów oraz dacie premiery. Rainier Fog został opublikowany 24 sierpnia nakładem wytwórni BMG, z którą zespół podpisał umowę. Zdaniem Cantrella dzięki temu „zyskaliśmy prawo do poruszania się w naszym własnym, pieprzonym tempie”. Album dostępny był w wersji cyfrowej, w standardowym formacie CD oraz limitowanej edycji podwójnego, 180-gramowego winyla w kolorze biało-czarnym, którego nabycie możliwe było jedynie za pośrednictwem sklepu internetowego na oficjalnej stronie zespołu. W Wielkiej Brytanii wydano dodatkowo limitowaną edycję (1000 sztuk) albumu na podwójnym winylu z alternatywną, białą okładką.
Rainier Fog promowany był przez cztery single – „The One You Know”, „So Far Under” „Never Fade” i „Rainier Fog”. Pierwszy z nich dotarł do 9. lokaty notowania „Billboardu” Mainstream Rock Songs, a dwa ostatnie do 10. i 20.

## Odbiór

### Krytyczny
| Zagregowane recenzje | Zagregowane recenzje | Zagregowane recenzje | Zagregowane recenzje | Zagregowane recenzje |
| Wydawca              | Ocena                |                      |                      |                      |
| -------------------- | -------------------- | -------------------- | -------------------- | -------------------- |
| Album of the Year    | 72/100               |                      |                      |                      |
| AnyDecentMusic?      | 7.1/10               |                      |                      |                      |
| Metacritic           | 73/100               |                      |                      |                      |
| Recenzje             |                      |                      |                      |                      |
| Wydawca              | Ocena                |                      |                      |                      |
| AllMusic             | [ 3 ]                |                      |                      |                      |
| Blabbermouth.net     | 7/10                 |                      |                      |                      |
| „Classic Rock”       | [ 36 ]               |                      |                      |                      |
| Consequence of Sound | B-                   |                      |                      |                      |
| „Exclaim!”           | 7/10                 |                      |                      |                      |
| „Kerrang!”           | [ 37 ]               |                      |                      |                      |
| „Metal Hammer”       | [ 22 ]               |                      |                      |                      |
| „NME”                | [ 38 ]               |                      |                      |                      |
| Pitchfork            | 5.7/10               |                      |                      |                      |
| PopMatters           | 7/10                 |                      |                      |                      |
| „Q”                  | [ 40 ]               |                      |                      |                      |
| „Rolling Stone”      | [ 24 ]               |                      |                      |                      |
| „Teraz Rock”         | [ 41 ]               |                      |                      |                      |
| „The Times”          | [ 42 ]               |                      |                      |                      |

Rainier Fog otrzymał w większości pozytywne opinie. Na podstawie ocen z recenzji na stronie Metacritic, zliczono średnią przedstawiającą przyjęcie płyty przez medium krytyków. Album osiągnął wynik 73/100, co pozwala sklasyfikować go jako „ogólnie przychylne recenzje”.
Stephen Thomas Erlewine z AllMusic napisał, że Rainier Fog jest swoistym powrotem zespołu do domu. „Alice in Chains zdają sobie sprawę ze znaczenia powrotu do rodzinnego Seattle, miejsca, w którym powstali i odnieśli sukces, więc napisali hołd dla wszystkich swoich rodaków ze sceny grunge’owej, ale tytułowy utwór zaciemnia obraz całości albumu, tak jakby ta inkarnacja zespołu była wyjątkowo wygodna na własnej skórze (…) Rainier Fog jest od początku do końca mocną płytą, która korzysta ze swoich sprawdzonych trików – miażdżące gitary i harmonie wokalne – które zdają się nieść ze sobą odrobinę niepokoju”. Magazyn „Classic Rock” przyznał, że „myląc szarość z mrokiem, nie osiągnęli własnych, wzniosłych standardów”. Spencer Kaufman z Consequence of Sound stwierdził, że „Rainier Fog jest hołdem dla rodzinnego miasta Alice in Chains zarówno pod względem brzmienia, jak i nazwy albumu. Choć nie jest to najsilniejsza pozycja z wydawnictw po okresie reaktywacji, to stanowi miły dodatek do imponującej dyskografii Alice in Chains”. Brytyjski „Kerrang!” wyraził pozytywną opinię, pisząc m.in., że jest „to pierwszorzędne Alice in Chains, a praca zespołu wciąż zdobywa nowe szczyty ich mocy”. Brian Ives z Loudwire napisał: „Dzięki tak silnemu albumowi Alice in Chains udowadniają, że potrafią spoglądać w przeszłość, ale nie muszą nią żyć. Teraźniejszość im pasuje (…) Ale nawet jeśli lżejsze popowe piosenki znajdują się dziś w centrum popkultury, Cantrell i zespół wciąż patrzą niezachwianie w najciemniejsze zakamarki swojej duszy. Ich muzyka, jak zwykle, pasuje do tego nastroju. Mogą kwestionować to w swoich tekstach, ale wciąż są takimi, jakich ich znamy”. Joe Daly z „Metal Hammera” stwierdził, że „każdy utwór prezentuje mistrzowskie wykonanie i inspirację liryzmem. Rainier Fog ukazuje zespół, wnoszący nowe brzmienie w swój charakterystyczny dźwięk, ze zróżnicowaną i głęboko emocjonalną kolekcją”. James McMahon z „NME” przyznał, że „podobnie jak dwa poprzednie wydawnictwa z DuVallem, nie można nie uszanować ciągłej obecności Alice in Chains i ich konsekwentnej wydajności. Przypominają, że życie musi trwać. Co ważniejsze, Rainier Fog to przypomnienie, że życie należy pielęgnować i cieszyć się nim”. Zdaniem Roberta Hama z Pitchfork klimat Rainier Fog „łączy brudne, glamowe elementy ich debiutanckiej płyty Facelift [1990] z gęstym podejściem doom metalu, które zdominowało ostatnie albumy studyjne grupy”.
William Nesbitt z magazynu on-line PopMatters zaznaczył w swojej ocenie, że Rainier Fog zawiera wszystkie charakterystyczne elementy poprzednich wydawnictw Alice in Chains – średnie tempa, ospałe riffy, efekty wah-wah, szybkie refreny i solówki, które zdaniem autora przywołują nawiązania do formacji Van Halen oraz wokale w stylu Staleya. W dalszej części Nesbitt dodał: „Niezłomność i solidność góry w kontraście z eterycznością i amorficznością mgły zapewniają odpowiedni tytuł albumu dla zespołu, który jest wytrwały i adaptuje się. Główną kwestią związaną z Rainier Fog jest to, że zespół nigdy nie wspina się od samego dołu do szczytu tej góry i daje nam cały swój zasięg. Trzymają się stosunkowo blisko obozu bazowego, dobrze zaopatrzonego punktu kontrolnego, który w dużej mierze unika dynamiki”. Magazyn „Q” wystawił płycie pochlebną recenzję, argumentując: „Szczęście może pozostać nieuchwytną cechą muzyki Alice in Chains, ale różnorodność już nie. Czy to motywy akustyczne we «Fly» czy eleganckie wokale a cappella w «Maybe», żonglują mocą i powagą jak mistrzowie”. Kory Grow na łamach „Rolling Stone’a” wyraził mieszaną opinię, pisząc, że „dzięki obrzydliwym, chrupiącym liniom gitarowym i przeszywającymi bębnami, Rainier Fog Alice in Chains pozostaje kierunkiem, którym zespół podąża od trzech dekad”. Zdaniem autora monotonność płyty wynika z braku charakterystycznej dynamiki harmonii wokalnej Cantrella i Staleya z przeszłości. Bartek Koziczyński wyróżnił na łamach „Teraz Rocka” półakustyczne „Maybe” i „Fly”, porównując ich brzmienie do The Beatles i southern rocka, podkreślając jednocześnie, że potencjał melodyczny nie został w pełni wykorzystany. „Rainier Fog przypomina trochę przedsięwzięcie pod hasłem 13 [2013] Black Sabbath – pokażmy współcześnie najlepszą wersję siebie z przeszłości”.

### Komercyjny

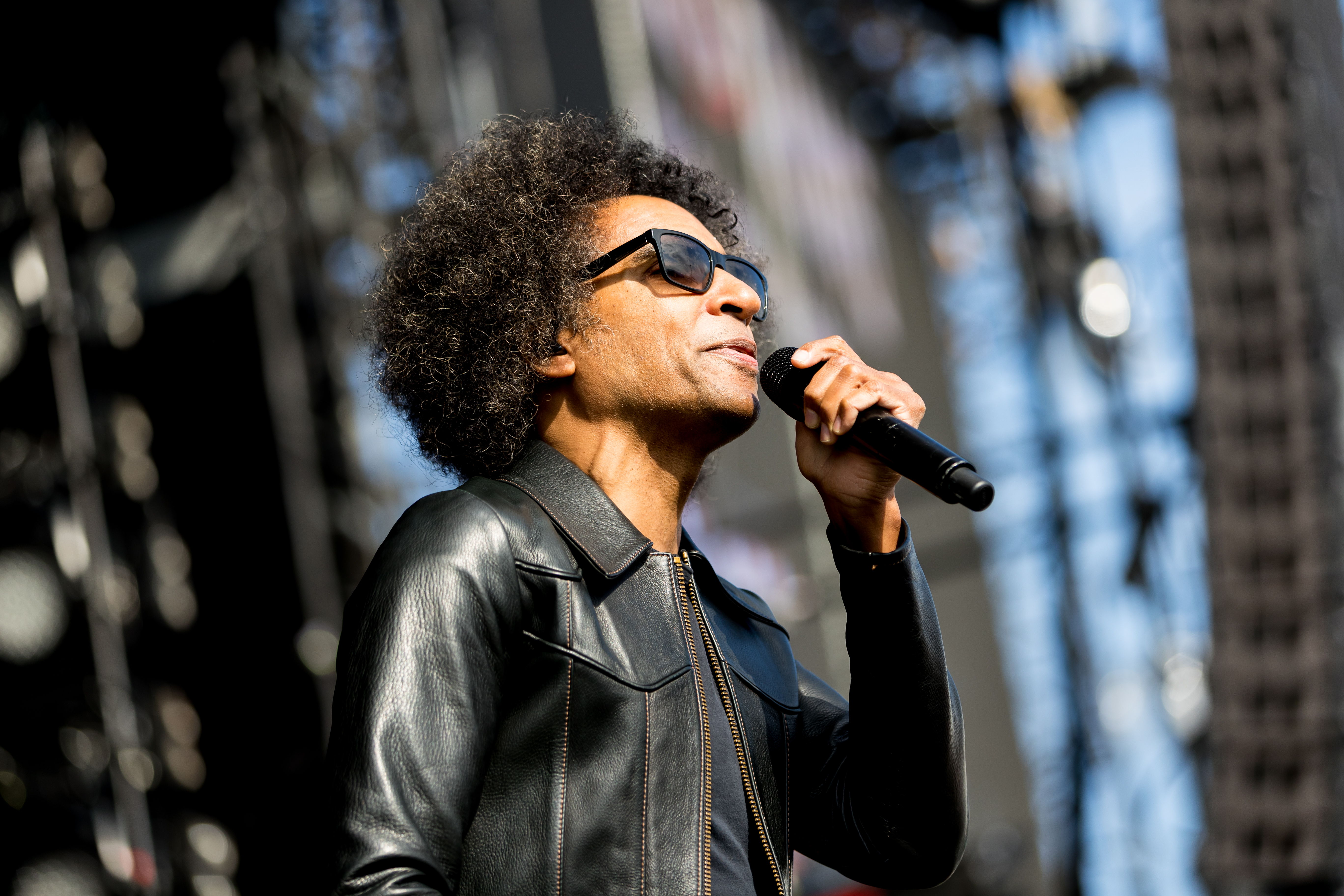
William DuVall podczas koncertu Alice in Chains na Rock am Ring, 7 czerwca 2019

8 września Rainier Fog zadebiutował na 12. pozycji w zestawieniu Billboard 200. W pierwszym tygodniu od premiery uzyskał, według danych przedstawionych przez Nielsen SoundScan, nakład sprzedaży na poziomie 31 tys. egzemplarzy (29 tys. w tradycyjnej formie zakupu). Album uplasował się na czołowych lokatach list przebojów w Austrii (6. miejsce), Finlandii (7. miejsce), Niemczech (8. miejsce), Szkocji (4. miejsce), Szwajcarii (3. miejsce) i w Wielkiej Brytanii (9. miejsce).

### Nagrody i nominacje
W grudniu 2018 Rainier Fog uzyskał nominację do nagrody Grammy w kategorii Best Rock Album (była to dziewiąta nominacja w dorobku Alice in Chains do tej nagrody). W tym samym roku płyta otrzymała główną nagrodę od estońskiego czasopisma on-line Metal Storm w kategorii The Best Alternative Metal Album. Rainier Fog pokonał takie wydawnictwa jak Black Market Enlightenment Antimatter czy Black Labyrinth Jonathana Davisa.

### Zestawienia
| Rok  | Tytuł                                       | Publikacja     | Pozycja |
| ---- | ------------------------------------------- | -------------- | ------- |
| 2018 | „50 albumów, które wstrząsnęły 2018 rokiem” | „Kerrang!”     | 18      |
| 2018 | „30 najlepszych hardrockowych albumów roku” | Loudwire       | 8       |
| 2019 | „50 najlepszych albumów 2018 roku”          | „Metal Hammer” | 25      |

## Promocja

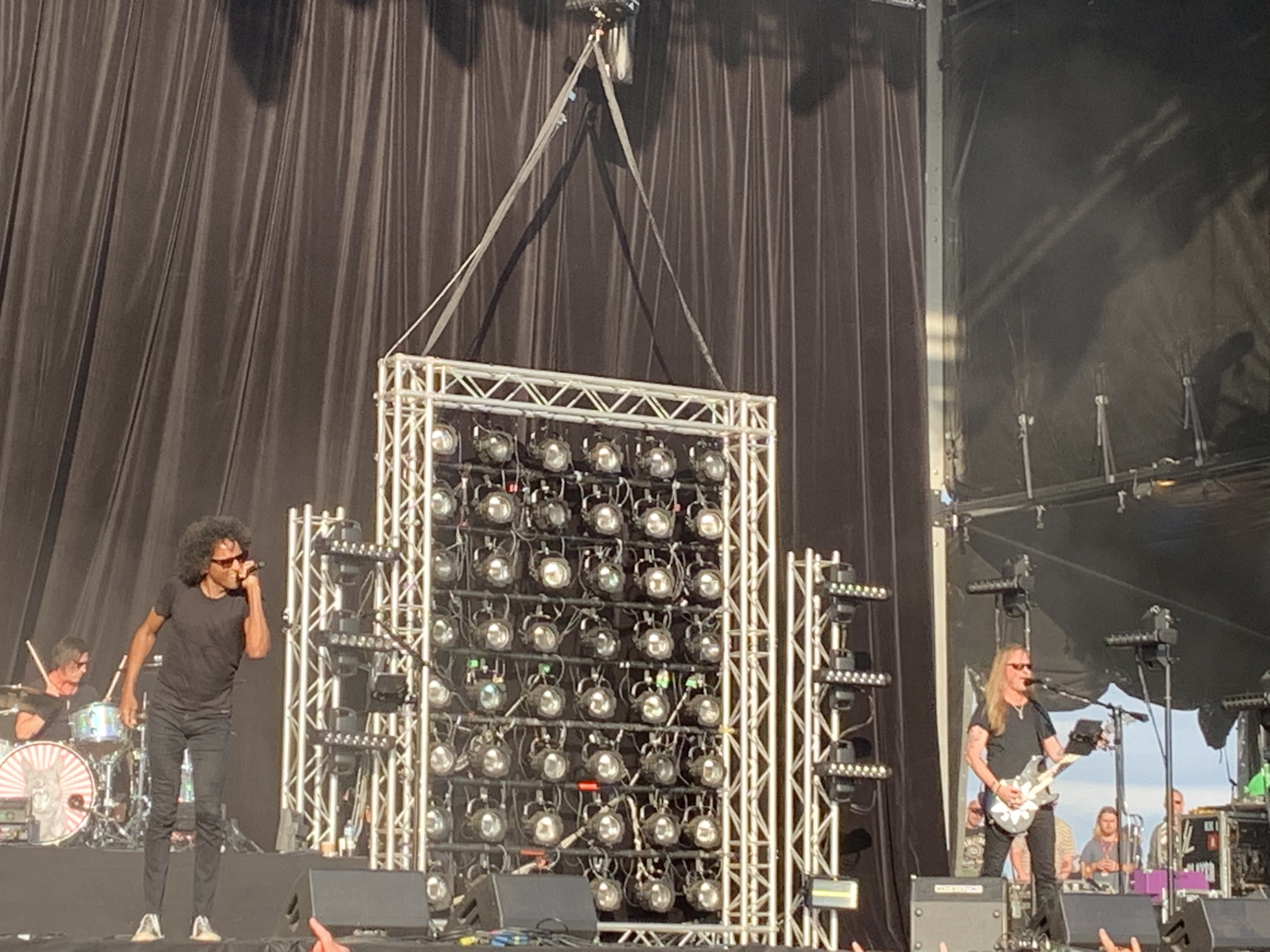
Alice in Chains podczas Download Festival w Melbourne, 11 marca 2019

28 kwietnia muzycy zainaugurowali przedpromocyjną trasę 2018 Tour, składającą się z 33 koncertów w Ameryce Północnej i kontynencie europejskim. Zespół w ramach tournée, prócz własnych koncertów, występował również na wielu festiwalach, m.in. Rock on the Range, Copenhell i Hellfest. Trasa zakończyła się 18 lipca w izraelskiej miejscowości Cezarea.
20 sierpnia na stadionie Safeco Field, w trakcie meczu pomiędzy drużynami Seattle Mariners i Houston Astros, zorganizowano „wieczór Alice in Chains”. Fani, którzy zakupili bilet na spotkanie ze specjalnym kodem „ALICE”, otrzymali nowe koszulki zespołu, najnowszy album Rainier Fog oraz zaproszenie na specjalny, przedpremierowy odsłuch płyty. Dzień później muzycy zagrali akustyczny minikoncert w Space Needle, który transmitowany był przez rozgłośnię Sirius XM. Występ odbył się na wysokości 500 stóp, w pomieszczeniu z obrotową i szklaną podłogą. Zespół wykonał cztery utwory, wśród nich premierowo kompozycję „Fly”. 22 sierpnia grupa rozpoczęła oficjalną trasę koncertową Rainier Fog Tour. Pierwszy występ odbył się w Queen Elizabeth Theatre w Vancouver.
23 i 24 sierpnia w klubie Crocodile Cafe, w związku z premierą nowego wydawnictwa, miała miejsce wystawa poświęcona Alice in Chains, na której dostępne były m.in. archiwalne zdjęcia, sprzęt muzyczny oraz limitowane edycje gadżetów i pamiątek, stanowiących ponad 30-letnią retrospekcję istnienia grupy.

## Lista utworów
| Nr  | Tytuł utworu           | Autorzy                            | Długość |
| --- | ---------------------- | ---------------------------------- | ------- |
| 1.  | „The One You Know”     | Jerry Cantrell                     | 4:49    |
| 2.  | „Rainier Fog”          | Cantrell                           | 5:01    |
| 3.  | „Red Giant”            | Cantrell • Mike Inez • Sean Kinney | 5:25    |
| 4.  | „Fly”                  | Cantrell • Kinney                  | 5:18    |
| 5.  | „Drone”                | Cantrell • Inez • Kinney           | 6:30    |
| 6.  | „Deaf Ears Blind Eyes” | Cantrell                           | 4:44    |
| 7.  | „Maybe”                | Cantrell                           | 5:36    |
| 8.  | „So Far Under”         | William DuVall                     | 4:33    |
| 9.  | „Never Fade”           | DuVall • Cantrell                  | 4:40    |
| 10. | „All I Am”             | Cantrell                           | 7:15    |
|     |                        |                                    | 53:51   |

## Personel
Opracowano na podstawie materiału źródłowego:
|  | Alice in Chains - William DuVall – śpiew, gitara rytmiczna, gitara prowadząca (8), gitara akustyczna, wokal wspierający - Jerry Cantrell – śpiew, gitara rytmiczna (8), gitara prowadząca, gitara akustyczna, slide guitar (6), wokal wspierający, talk box (5) - Mike Inez – gitara basowa - Sean Kinney – perkusja Muzycy sesyjni - Chris DeGarmo – gitara akustyczna (5) | Produkcja - Producent muzyczny: Nick Raskulinecz - Inżynier dźwięku: Paul Figueroa, Nathan Yarborough, dodatkowy asystent: Steve Olmon - Miksowanie: Joe Barresi w JHOC Studios, Pasadena - Mastering: Dave Collins Oprawa graficzna - Dyrektor artystyczny: Ryan Clark dla Invisible Creature, Inc. - Zdjęcia: Scott Dachroeden Management - Zarządzanie: Susan Silver Management oraz Velvet Hammer Music and Management Group |

## Pozycje na listach

### Album
| Lista (2018)                                         | Pozycja |
| ---------------------------------------------------- | ------- |
| Alben Top 100 (Szwajcaria)                           | 3       |
| Album Top 100 (Holandia)                             | 30      |
| Albums Chart Top 100 (Szkocja)                       | 4       |
| Billboard 200 (Stany Zjednoczone)                    | 12      |
| Billboard Canadian Albums (Kanada)                   | 11      |
| Billboard Top Alternative Albums (Stany Zjednoczone) | 1       |
| Billboard Top Hard Rock Albums (Stany Zjednoczone)   | 1       |
| Billboard Top Rock Albums (Stany Zjednoczone)        | 1       |
| Billboard Top Tastemaker Albums (Stany Zjednoczone)  | 1       |
| Finland Albums Top 50 (Finlandia)                    | 7       |
| France Albums Top 200 (Francja)                      | 24      |
| Italy Albums Top 100 (Włochy)                        | 29      |
| NZ Top 40 Albums Chart (Nowa Zelandia)               | 23      |
| Oricon Top 30 International Albums (Japonia)         | 16      |
| Spain Albums Top 100 (Hiszpania)                     | 31      |
| Sverigetopplistan (Szwecja)                          | 19      |
| Top 100 Albums (Czechy)                              | 39      |
| Top 100 Album Charts (Niemcy)                        | 8       |
| Top 100 Artists Album (Irlandia)                     | 20      |
| Top 40 Album (Węgry)                                 | 18      |
| Top 100 Official UK Albums (Wielka Brytania)         | 9       |
| Top 50 Albums (Australia)                            | 15      |
| Top 50 Albums (Portugalia)                           | 12      |
| Topp 40 Album (Norwegia)                             | 20      |
| Ultratop 200 Albums (Belgia)                         | 32      |
| Ultratop 200 Albums (Wa) (Belgia)                    | 13      |
| Ö3 Austria Top 40 (Austria)                          | 6       |

### Single
| Rok                                            | Singel             | Najwyższa pozycja         | Najwyższa pozycja | Najwyższa pozycja | Najwyższa pozycja | Najwyższa pozycja |
| Rok                                            | Singel             | USA Mainstream Rock Songs |                   |                   |                   |                   |
| ---------------------------------------------- | ------------------ | ------------------------- | ----------------- | ----------------- | ----------------- | ----------------- |
| 2018                                           | „The One You Know” | 9                         |                   |                   |                   |                   |
| 2018                                           | „So Far Under”     | –                         |                   |                   |                   |                   |
| 2018                                           | „Never Fade”       | 10                        |                   |                   |                   |                   |
| 2019                                           | „Rainier Fog”      | 20                        |                   |                   |                   |                   |
| „–” oznacza, że utwór nie dostał się na listę. |                    |                           |                   |                   |                   |                   |